# François-André Isambert (sociologue)
François-André Isambert, né à Coblence le 5 octobre 1924 et décédé à Bagneux le 18 février 2017, est un sociologue français spécialiste du catholicisme social en France, des aspects sociaux du sacré, et des relations entre religion et bioéthique. Il fut marié à la sociologue Viviane Isambert-Jamati. Il est l’arrière-arrière-petit-fils de François-André Isambert (1792-1857), jurisconsulte et avocat de l’abolition de l’esclavage.

## Biographie
Il effectue ses études secondaires à Paris au lycée Janson-de-Sailly puis à Lyon pendant l'Occupation. Il s’engage dans la Résistance avant de rejoindre la Première Armée française lors de la campagne de libération d’Alsace. 
Agrégé de philosophie en 1947, il devient professeur au lycée Victor-Hugo de Besançon. En 1950, il se tourne vers la sociologie et devient assistant à la Sorbonne auprès de Georges Gurvitch. Il est nommé professeur de sociologie à Lille puis à Nanterre avant d'être élu en 1971 directeur d'études à la VIe section de l'École pratique des hautes études (devenue l'EHESS en 1975).
Il est avec Gabriel Le Bras, Henri Desroche, Émile Poulat et Jacques Maître l’un des membres fondateurs du Groupe de sociologie des religions, laboratoire de recherche créé au CNRS en 1954. Le même groupe fonde en 1956 la revue Archives de sociologie des religions, devenue Archives de sciences sociales des religions en 1973, dont Isambert fut l’un des membres actifs. 
Ses premiers travaux portent sur les pratiques religieuses catholiques en France et sur les interrelations entre le catholicisme, le socialisme et la science du social : il consacre sa thèse de doctorat d’État (soutenue en 1966) à Philippe Buchez, personnalité du socialisme chrétien du XIXe siècle. Ses recherches se déplacent ensuite vers la sécularisation des sociétés occidentales puis vers l’histoire et la sociologie de la bioéthique. Il fonde le Groupe de sociologie de l’éthique (EHESS-CNRS) en 1978.
Engagé dans la gauche chrétienne (il fut membre de la Jeunesse étudiante chrétienne et rejoignit dans les années 1950 l’Union des Chrétiens progressistes, puis le PSU), François-André Isambert appartient à une génération de chercheurs entendant émanciper la sociologie des religions de tout influence confessionnelle,.
Il fut par ailleurs le cofondateur du Syndicat national des chercheurs scientifiques (SNCS). Il a présidé l’Association française de sociologie religieuse.

## Principales publications
- Christianisme et classe ouvrière. Jalons pour une étude de sociologie historique, Tournai, Éditions Casterman, coll. « Religion et sociétés », 1961, 260 p.
- De la charbonnerie au saint-simonisme. Étude sur la jeunesse de Buchez, Paris, Éditions de Minuit, coll. « Bibliothèque internationale de sociologie de la coopération », 1966, 200 p.
- Buchez, ou l’âge théologique de la sociologie (1796-1865), Paris, Éditions Cujas, coll. « Genèses », 1967, 340 p.
- Rite et efficacité symbolique. Essai d’anthropologie sociologique, Paris, Éditions du Cerf, coll. « Rites et symboles », 1979, 224 p.
- Atlas de la pratique religieuse des catholiques en France, avec Jean-Paul Terrenoire et al., Paris, Presses de la FNSP/Éditions du C.N.R.S., 1980, 187 p.
- Le sens du sacré. Fête et religion populaire, Paris, Éditions de Minuit, coll. « Le sens commun », 1982, 314 p.
- De la religion à l’éthique, Paris, Éditions du Cerf, coll. « Sciences humaines et religions », 1992, 430 p.